# (39975) 1998 HY6
1998 إتش واي 6 (ويعرف أيضًا باسم (39975) 1998 إتش واي 6 وفق تسمية الكوكب الصغير) (بالإنجليزية: 1998 HY6)‏ هو كويكب ضمن حزام الكويكبات؛ وترتيبه 39975 من حيث الاكتشاف.
اكتُشف هذا الجُرم الفلكي بواسطة تيتسوؤو كاغاوا في 20 أبريل 1998.

## وصلات خارجية
- (39975) 1998 HY6 في قاعدة بيانات مختبر الدفع النفاث لأجرام النظام الشمسي الصغيرة

- الاكتشاف · مخطط المدار ·  العناصر المدارية · المعلمات المادية

- (39975) 1998 HY6 على موقع ويكي سكاي: DSS2, SDSS, GALEX, IRAS, Hydrogen α, X-Ray, Astrophoto, Sky Map, Articles and images